# F.C. Sassari Torres Femminile 2022-2023
Questa voce raccoglie le informazioni riguardanti la F.C. Sassari Torres Femminile nelle competizioni ufficiali della stagione 2022-2023.

## Stagione
La stagione della Torres si apre con la riconferma del tecnico Mauro Ardizzone che già aveva guitato la squadra nelle ultime fasi della precedente tornata, muovendosi sul mercato estivo con il rinnovamento della rosa in tutti i reparti anche con giocatrici internazionali tra le quli spicca in attacco la nazionale nigeriana, svedese di nascita, Ogonna Chukwudi.
Dopo un promettente avvio in campionato, già dalla 3ª giornata la Torres inanella una serie di sconfitte che la portano velocemente in fondo alla classifica, situazione che, nonostante l'organico potenzialmente in grado di ben figurare, intergrato da altri elementi durante la sessione invernale di calciomercato, non si modifica rimanendo tra il 12º e il 14º posto.
Nel frattempo anche il percorso in Coppa Italia si interrompe fin dalle prime battute; inserito nel gruppo H dei gironi eliminatori, affronta, pareggiandolo con una rete per parte, il primo incontro con il ChievoVerona FM, per poi perdere alla seconda giornata la partita con il Sassuolo, squadra che milita in Serie A, che si aggiudica il passaggio del turno superando le sassaresi per 2-0.
Al fine di raggiongere la salvezza, persa la fiducia in Ardizzione la società decide di esoneralo dopo la sconfitta della 22ª giornata, chiamando al suo posto Elio Garavaglia, già alla guida di Mozzanica, Como e Brescia, tecnico che riuscirà nell'impresa consolidando il 13º posto, l'ultimo utile per non retrocedere, grazie anche alle 3 vittorie su 7 incontri, ottenendo la matematica salvezza a una giornata dalla fine pur nella sconfitta interna per 2-1 con il ChievoVerona FM. Ininfluente poi l'episodio che impedisce alla squadra di disputare l'ultimo incontro in casa del Cittadella; impossibilitata nel lasciare la Sardegna causa un problema tecnico all'aereo in partenza dall'aeroporto di Alghero-Fertilia direzione Bologna, la partita è stata inizialmente annullata per poi essere assegnata a tavolino alle venete dal giudice sportivo.

## Divise e sponsor
| Casa | Trasferta |

## Organigramma societario
Organigramma tratto dal sito ufficiale.
Area tecnica
- Allenatore: Mauro Ardizzone (1ª-23ª giornata)
- Allenatore: Elio Garavaglia (24ª-30ª giornata)
- Allenatore in seconda:
- Allenatore dei portieri: Michele Pintauro

## Rosa
Rosa, ruoli e numeri di maglia come da sito ufficiale, aggiornati al 10 maggio 2023, integrati dalle immagini delle partite sul gruppo Facebook della società e dal sito football.it.
| N. |                     | Ruolo | Calciatrice       |
| -- | ------------------- | ----- | ----------------- |
| 1  | Italia (bandiera)   | P     | Francesca Fabiano |
| 2  | Italia (bandiera)   | C     | Flavia Lombardo   |
| 3  | Italia (bandiera)   | D     | Valentina Congia  |
| 4  | Italia (bandiera)   | C     | Alessia Accorner  |
| 5  | Italia (bandiera)   | D     | Elisabetta Tola   |
| 6  | Italia (bandiera)   | A     | Morena Iannazzo   |
| 9  | Germania (bandiera) | C     | Florin Wagner     |
| 10 | Serbia (bandiera)   | A     | Jelena Marenić    |
| 11 | Italia (bandiera)   | D     | Matilde Fadini    |
| 12 | Irlanda (bandiera)  | D     | Shauna Peare      |
| 14 | Italia (bandiera)   | A     | Morena Iannazzo   |
| 15 | Italia (bandiera)   | A     | Francesca Pitittu |
| 18 | Italia (bandiera)   | A     | Angelica Poli     |

| N. |                        | Ruolo | Calciatrice             |
| -- | ---------------------- | ----- | ----------------------- |
| 19 | Egitto (bandiera)      | A     | Samia Adam              |
| 20 | Italia (bandiera)      | A     | Lorenza Scarpelli       |
| 21 | Italia (bandiera)      | C     | Francesca Blasoni       |
| 22 | Italia (bandiera)      | C     | Antonia Peddio          |
| 23 | Italia (bandiera)      | D     | Nausica Costantini      |
| 25 | Stati Uniti (bandiera) | C     | Julia Saveria Weithofer |
| 29 | Italia (bandiera)      | A     | Flavia Devoto           |
| 30 | Italia (bandiera)      | C     | Angela Congia           |
| 33 | Italia (bandiera)      | D     | Elena Crespi            |
| 35 | Italia (bandiera)      | D     | Beatrice Airola         |
| 72 | Italia (bandiera)      | P     | Marica Deiana           |
|    | Finlandia (bandiera)   | C     | Wilma Spets             |

## Calciomercato

### Sessione estiva
| Acquisti | Acquisti         | Acquisti    | Acquisti      |
| R.       | Nome             | da          | Modalità      |
| -------- | ---------------- | ----------- | ------------- |
| P        | Natasha Carrozzo | Arezzo      | definitivo    |
| P        | Katarzyna Siejka | Arezzo      | definitivo    |
| D        | Matilde Fadini   | Como        | definitivo    |
| D        | Federica Veritti | Tavagnacco  | definitivo    |
| C        | Jana Janssens    | ???         | definitivo    |
| C        | Martina Lauria   | Lugano 1976 | definitivo    |
| C        | Floriana Monti   | Aprilia     | fine prestito |
| A        | Ogonna Chukwudi  | Madrid CFF  | definitivo    |
| A        | Flavia Devoto    | Juventus    | in prestito   |
| A        | Angelica Poli    | Ravenna     | definitivo    |

| Cessioni | Cessioni            | Cessioni       | Cessioni    |
| R.       | Nome                | a              | Modalità    |
| -------- | ------------------- | -------------- | ----------- |
| D        | Maria Grazia Ladu   | San Marino     | definitivo  |
| C        | Floriana Monti      | Athena Sassari | in prestito |
| A        | Kristin Carrer      | Ravenna        | definitivo  |
| A        | Adriana Faria Gomes | Napoli         | definitivo  |
| A        | Lorenza Scarpelli   | Ravenna        | definitivo  |

### Sessione invernale
| Acquisti | Acquisti                         | Acquisti     | Acquisti   |
| R.       | Nome                             | da           | Modalità   |
| -------- | -------------------------------- | ------------ | ---------- |
| D        | Elena Crespi                     | Apulia Trani | definitivo |
| C        | Wilma Spets                      | Honka        | definitivo |
| C        | Constanza Isabela "Coty" Vázquez | Apulia Trani | definitivo |
| C        | Florin Wagner                    | Sampdoria    | svincolata |
| A        | Samia Adam                       | Galatasaray  | definitivo |

| Cessioni | Cessioni         | Cessioni                | Cessioni   |
| R.       | Nome             | a                       | Modalità   |
| -------- | ---------------- | ----------------------- | ---------- |
| P        | Natasha Carrozzo | Centro Storico Lebowski | definitivo |
| D        | Federica Veritti | Napoli                  | definitivo |
| C        | Martina Lauria   | Res Roma                | definitivo |

## Risultati

### Serie B

#### Girone di andata
| Arbitro: | Pizzi (Bergamo) |

|               |           |                         |
| Vergani 45+2’ | Marcatori | 72’ Iannazzo 89’ Congia |

| Arbitro: | Aloise (Lodi) |

|                         |           |                                  |
| Chukwudi 24’ Devoto 90’ | Marcatori | 4’ Imprezzabile 64’ Spyridonidou |

| Arbitro: | Sassano (Padova) |

|                                |           |              |
| Diaz Ferrer 11’, 17’ Magni 40’ | Marcatori | 42’ Carrozzo |

| Arbitro: | Andriambelo (Roma 1) |

|  |           |           |
|  | Marcatori | 90’ Pinna |

| Arbitro: | Cipolloni (Foligno) |

|                                                                   |           |  |
| Chatzīnikolaou 5’ (rig.) Visentin 33’ Fuhlendorff 69’ Palombi 83’ | Marcatori |  |

| Arbitro: | Costa (Busto Arsizio) |

|  |           |                                                |
|  | Marcatori | 23’ Marengoni 34’ Ladu 41’ Barbieri 90+3’ Zito |

| Arbitro: | El Ella (Milano) |

|                   |           |                         |
| Gnisci 76’, 90+2’ | Marcatori | 61’ Devoto 85’ Carrozzo |

| Arbitro: | Batini (Foligno) |

|                            |           |  |
| Iannazzo 24’ V. Congia 75’ | Marcatori |  |

| Arbitro: | Albano (Venezia) |

|                                                                  |           |  |
| Peare 3’ (aut.) Fracas 43’ Fracaros 48’ L. Merli 74’ Pedrini 82’ | Marcatori |  |

| Arbitro: | Martino (Firenze) |

|           |           |             |
| Rossi 73’ | Marcatori | 78’ Blasoni |

| Sennori 15 gennaio 2023, ore 14:30 CET 13ª giornata | Torres              | 0 – 0 referto | Apulia Trani | Stadio Basilio Canu\| Arbitro: \| Depaolini (Legnano) \| |
| Arbitro:                                            | Depaolini (Legnano) |               |              |                                                          |

| Arbitro: | Piccolo (Pordenone) |

|                  |           |  |
| Dallagiacoma 62’ | Marcatori |  |

| Arbitro: | Dania (Milano) |

|               |           |           |
| Marenić 45+1’ | Marcatori | 80’ Begal |

#### Girone di ritorno
| Arbitro: | Fantozzi (Civitavecchia) |

|          |           |                          |
| Poli 80’ | Marcatori | 9’ Meneghini 12’ Capucci |

| Arbitro: | Petrov (Roma 1) |

|                                   |           |              |
| Spyridonidou 28’, 78’ Pacioni 70’ | Marcatori | 63’ Barbieri |

| Arbitro: | Pasculli (Como) |

|                       |           |          |
| Crespi 54’ Peddio 85’ | Marcatori | 52’ Rosa |

| Arbitro: | Cevenini (Siena) |

|                                             |           |          |
| Costi 17’ Crespi 19’ (aut.) GBargi 21’, 84’ | Marcatori | 14’ Adam |

| Arbitro: | Cipolloni (Foligno) |

|                                              |           |                 |
| Iannazzo 29’, 90’ Illina 33’ (aut.) Adam 75’ | Marcatori | 57’ Díaz Ferrer |

| Arbitro: | Molinaro (Lamezia Terme) |

|                              |           |  |
| Del Estal 55’, 70’ Gomes 79’ | Marcatori |  |

| Arbitro: | Rodigari (Bergamo) |

|  |           |                            |
|  | Marcatori | 7’, 40’ Moraca 86’ Eriksen |

| Arbitro: | Caruso (Viterbo) |

|                     |           |  |
| Barbieri 59’ (rig.) | Marcatori |  |

| Arbitro: | Manzo (Torre Annunziata) |

|          |           |                                   |
| Poli 84’ | Marcatori | 10’ Pirriatore 13’, 20’ Razzolini |

| Arbitro: | Rodighiero (Vicenza) |

|             |           |                               |
| Gianesin 2’ | Marcatori | 9’ Adam 63’ Iannazzo 74’ Poli |

| Arbitro: | Dini (Città di Castello) |

|                      |           |  |
| Poli 67’ Blasoni 73’ | Marcatori |  |

| Arbitro: | Cravotta (Città di Castello) |

|          |           |                    |
| Adam 58’ | Marcatori | 4’ Miotto 9’ Zanni |

| Arbitro: | Aurisano (Campobasso) |

|  |           |                    |
|  | Marcatori | 8’ Poli 21’ Fadini |

| Arbitro: | Leorsini (Terni) |

|            |           |                             |
| Peddio 11’ | Marcatori | 31’ (rig.) Willis 85’ Manca |

| Tombolo 28 maggio 2023, ore 15:00 CEST 30ª giornata | Cittadella | 3 – 0 A tavolino referto referto 2 | Torres | Centro sportivo Tombolo |

### Coppa Italia

#### Gironi eliminatori
| Arbitro: | Frasynyak (Gallarate) |

|                |           |            |
| Iannazzo 90+3’ | Marcatori | 9’ Puglisi |

| Arbitro: | Chirnoaga (Tivoli) |

|  |           |                     |
|  | Marcatori | 50’ Moraca 83’ Jane |

## Statistiche

### Statistiche di squadra
| Competizione | Punti   | In casa | In casa | In casa | In casa | In casa | In casa | In trasferta | In trasferta | In trasferta | In trasferta | In trasferta | In trasferta | Totale | Totale | Totale | Totale | Totale | Totale | DR  |
| Competizione | Punti   | G       | V       | N       | P       | Gf      | Gs      | G            | V            | N            | P            | Gf           | Gs           | G      | V      | N      | P      | Gf     | Gs     | DR  |
| ------------ | ------- | ------- | ------- | ------- | ------- | ------- | ------- | ------------ | ------------ | ------------ | ------------ | ------------ | ------------ | ------ | ------ | ------ | ------ | ------ | ------ | --- |
| Serie B      | 25 (-1) | 15      | 4       | 3       | 8       | 18      | 24      | 15           | 3            | 2            | 10           | 13           | 33           | 30     | 7      | 5      | 18     | 31     | 57     | -26 |
| Coppa Italia | -       | 2       | 0       | 1       | 1       | 1       | 3       | -            | -            | -            | -            | -            | -            | 2      | 0      | 1      | 1      | 1      | 3      | -2  |
| Totale       | -       | 17      | 4       | 5       | 9       | 19      | 27      | 15           | 3            | 2            | 10           | 13           | 33           | 32     | 7      | 6      | 19     | 32     | 60     | -28 |

### Andamento in campionato
| Giornata  | 1 | 2 | 3 | 4 | 5  | 6  | 7  | 8  | 9  | 10 | 11 | 12 | 13 | 14 | 15 | 16 | 17 | 18 | 19 | 20 | 21 | 22 | 23 | 24 | 25 | 26 | 27 | 28 | 29 | 30 |
| --------- | - | - | - | - | -- | -- | -- | -- | -- | -- | -- | -- | -- | -- | -- | -- | -- | -- | -- | -- | -- | -- | -- | -- | -- | -- | -- | -- | -- | -- |
| Luogo     | T | C | T | C | T  | C  | T  | C  | T  | C  | T  | T  | C  | T  | C  | C  | T  | C  | T  | C  | T  | C  | T  | C  | T  | C  | C  | T  | C  | T  |
| Risultato | V | N | P | P | P  | P  | P  | P  | N  | V  | P  | N  | N  | P  | N  | P  | P  | V  | P  | V  | P  | P  | P  | P  | V  | V  | P  | V  | P  | P  |
| Posizione | 1 | 3 | 7 | 8 | 13 | 13 | 13 | 14 | 14 | 13 | 13 | 13 | 13 | 14 | 13 | 13 | 13 | 12 | 12 | 12 | 12 | 12 | 14 | 14 | 13 | 13 | 13 | 12 | 13 | 13 |

Legenda:

Luogo: C = Casa; T = Trasferta. Risultato: V = Vittoria; N = Pareggio; P = Sconfitta.

### Statistiche delle giocatrici
| Giocatore         | Serie B  | Serie B | Serie B     | Serie B    | Coppa Italia | Coppa Italia | Coppa Italia | Coppa Italia | Totale   | Totale | Totale      | Totale     |
| Giocatore         | Presenze | Reti    | Ammonizioni | Espulsioni | Presenze     | Reti         | Ammonizioni  | Espulsioni   | Presenze | Reti   | Ammonizioni | Espulsioni |
| ----------------- | -------- | ------- | ----------- | ---------- | ------------ | ------------ | ------------ | ------------ | -------- | ------ | ----------- | ---------- |
| S. Adam           | 13       | 4       | 1           | 0          | -            | -            | -            | -            | 13       | 4      | 1           | 0          |
| I. Arca           | -        | -       | -           | -          | -            | -            | -            | -            | -        | -      | -           | -          |
| F. Blasoni        | 29       | 2       | 1           | 0          | 2            | 0            | 0            | 0            | 31       | 2      | 1           | 0          |
| N. Carrozzo       | 9        | 1       | 0           | 0          | 2            | 0            | 0            | 0            | 11       | 1      | 0           | 0          |
| O. Chukwudi       | 4        | 1       | 0           | 0          | 1            | 0            | 0            | 0            | 5        | 1      | 0           | 0          |
| A. Congia         | 7        | 0       | 1           | 0          | 1            | 0            | 0            | 0            | 8        | 0      | 1           | 0          |
| V. Congia         | 25       | 2       | 3           | 1          | 1            | 0            | 0            | 0            | 26       | 2      | 3           | 1          |
| G. Cossu          | -        | -       | -           | -          | -            | -            | -            | -            | -        | -      | -           | -          |
| N. Costantini     | 12       | 0       | 0           | 0          | 2            | 0            | 0            | 0            | 14       | 0      | 0           | 0          |
| E. Crespi         | 17       | 1       | 2           | 0          | -            | -            | -            | -            | 17       | 1      | 2           | 0          |
| M. Deiana         | 24       | -39     | 1           | 0          | 1            | -1           | 0            | 0            | 25       | -40    | 1           | 0          |
| M. Demelas        | -        | -       | -           | -          | -            | -            | -            | -            | -        | -      | -           | -          |
| F. Devoto         | 26       | 3       | 2           | 0          | 2            | 0            | 0            | 0            | 28       | 3      | 2           | 0          |
| M. Fadini         | 23       | 2       | 0           | 0          | 1            | 0            | 0            | 0            | 24       | 2      | 0           | 0          |
| S. Filigheddu     | -        | -       | -           | -          | -            | -            | -            | -            | -        | -      | -           | -          |
| S. Hidalgo Merino | -        | -       | -           | -          | -            | -            | -            | -            | -        | -      | -           | -          |
| M. Iannazzo       | 24       | 6       | 2           | 1          | 2            | 1            | 0            | 0            | 26       | 7      | 2           | 1          |
| J. Janssens       | -        | -       | -           | -          | -            | -            | -            | -            | -        | -      | -           | -          |
| J.A. Långström    | -        | -       | -           | -          | -            | -            | -            | -            | -        | -      | -           | -          |
| M. Lauria         | 3        | 0       | 0           | 0          | 2            | 0            | 0            | 0            | 5        | 0      | 0           | 0          |
| J. Marenić        | 20       | 1       | 1           | 0          | 1            | 0            | 0            | 0            | 21       | 1      | 1           | 0          |
| C. Marras         | 8        | 0       | 0           | 0          | -            | -            | -            | -            | 8        | 0      | 0           | 0          |
| C. Padovano       | -        | -       | -           | -          | -            | -            | -            | -            | -        | -      | -           | -          |
| A. Pala           | -        | -       | -           | -          | -            | -            | -            | -            | -        | -      | -           | -          |
| S. Peare          | 11       | 0       | 0           | 0          | 2            | 0            | 0            | 0            | 13       | 0      | 0           | 0          |
| A. Peddio         | 28       | 2       | 0           | 0          | 1            | 0            | 0            | 0            | 29       | 2      | 0           | 0          |
| C. Pinna          | -        | -       | -           | -          | -            | -            | -            | -            | -        | -      | -           | -          |
| F. Pitittu        | 3        | 0       | 0           | 0          | -            | -            | -            | -            | 3        | 0      | 0           | 0          |
| A. Poli           | 25       | 4       | 2           | 0          | 2            | 0            | 0            | 0            | 27       | 4      | 2           | 0          |
| A. Pontillo       | 4        | 0       | 0           | 0          | -            | -            | -            | -            | 4        | 0      | 0           | 0          |
| M.A. Prato        | -        | -       | -           | -          | -            | -            | -            | -            | -        | -      | -           | -          |
| D.F. Quidacciolu  | 2        | 0       | 0           | 0          | 0            | 0            | 0            | 0            | 2        | 0      | 0           | 0          |
| A. Rizzon         | -        | -       | -           | -          | -            | -            | -            | -            | -        | -      | -           | -          |
| C. Russu          | -        | -       | -           | -          | -            | -            | -            | -            | -        | -      | -           | -          |
| L. Sanna          | -        | -       | -           | -          | -            | -            | -            | -            | -        | -      | -           | -          |
| G. Scottoni       | -        | -       | -           | -          | -            | -            | -            | -            | -        | -      | -           | -          |
| K. Siejka         | 6        | -9      | 0           | 0          | 1            | -2           | 0            | 0            | 7        | -11    | 0           | 0          |
| G. Sotgia         | 2        | 0       | 0           | 0          | 0            | 0            | 0            | 0            | 2        | 0      | 0           | 0          |
| W. Spets          | 5        | 0       | 0           | 0          | -            | -            | -            | -            | 5        | 0      | 0           | 0          |
| E. Tola           | 29       | 0       | 1           | 0          | 2            | 0            | 0            | 0            | 31       | 0      | 1           | 0          |
| A. Uzzanu         | -        | -       | -           | -          | -            | -            | -            | -            | -        | -      | -           | -          |
| C. Vazquez        | 1        | 0       | 0           | 0          | -            | -            | -            | -            | 1        | 0      | 0           | 0          |
| F. Veritti        | 8        | 0       | 0           | 0          | 1            | 0            | 0            | 0            | 9        | 0      | 0           | 0          |
| F. Wagner         | 16       | 0       | 0           | 0          | -            | -            | -            | -            | 16       | 0      | 0           | 0          |
| J. Weithofer      | 13       | 0       | 2           | 0          | 2            | 0            | 0            | 0            | 15       | 0      | 2           | 0          |